# Accedomoera tricuspidata
Accedomoera tricuspidata är en kräftdjursart som först beskrevs av Gurjanova 1938.  Accedomoera tricuspidata ingår i släktet Accedomoera och familjen Eusiridae. Inga underarter finns listade i Catalogue of Life.